# Покусаев, Борис Григорьевич
Борис Григорьевич Покусаев (род. 7 августа 1940 года, Алма-Ата) — советский и российский физик, специалист в области термогидромеханики и теплофизики многофазных сред, член-корреспондент РАН (2011).

## Биография
Родился 7 августа 1940 года в городе Алма-Ата.
В 1963 году — окончил Ленинградский политехнический институт, специальность «Парогенераторостроение».
С 1963 по 1992 годы — работал в Институте теплофизики СО РАН, где прошёл путь от стажёра-исследователя до заведующего лабораторией фазовых превращений.
В 1981 году — защитил доктоскую диссертацию.
В 1991 году — присвоено учёное звание профессора.
С 1992 года — заведующий кафедрой «Термодинамика и теплопередача» в Московском государственном университете инженерной экологии (МИХМ).
В 2011 году — избран членом-корреспондентом РАН.

## Научная деятельность
Покусаев Борис Григорьевич — специалист в области термогидромеханики и теплофизики многофазных сред.
В 1970-е годы впервые детально изучил локальные турбулентные характеристики и коэффициенты тепло- и массоотдачи двухфазных потоков, струйных и плёночных течений электродиффузионным методом.
В области волновой динамики и нестационарных процессов в газо- и парожидкостных средах с несущей жидкой фазой, а также в пористых системах методами ударной трубы изучал газодинамические характеристики таких сред, динамика и межфазный тепломассообмен газовых и паровых полостей в волновом процессе.
Внёс значительный вклад в методологию и разработку принципиально новых экспериментальных методов исследования многофазных сред: электродиффузионного, ударно-волнового, метода иммерсионной оптической томографии, защищённые 10 авторскими свидетельствами и патентами.
Автор более 200 опубликованных статей и докладов, 6 монографий, две из которых изданы в США.
Под его руководством подготовлено 6 докторов и 15 кандидатов наук.

### Научно-организационная деятельность
- член редколлегии журналов: «Теплофизика высоких температур», «Теоретические основы химической технологии», «Thermal Science».
- член национального комитета РАН по тепломассообмену[2];
- с 1993 по 2011 годы — член экспертного совета ВАК по направлению «Энергетика»; на протяжении ряда лет являлся экспертом, членом экспертного совета Российского фонда фундаментальных исследований.

## Монографии и учебники
- Накоряков В. Е., Бурдуков А. П., Покусаев Б. Г. и др. Исследования турбулентных потоков двухфазных сред. — Новоси бирск. — Институт теплофизики. — 1973.
- Накоряков В. Е., Покусаев Б. Г., Шрейбер И. Р. Распространение волн в газо- и парожидкостных средах, 1983, ИТФ
- Накоряков В. Е., Покусаев Б. Г., Шрейбер И. Р. Волновая динамика газо- и парожидкостных сред, 1990, Энергоатомиздат
- Alekseenko S.V., Nakoryakov V.E., Pokusaev B.G. Wave flow of liquid films, 1994, Beggel House, Inc., New York
- Nakoryakov V.E., Pokusaev B.G., Shreiber I.R. Wave propagation in gas-liquid media, 1993, New-York

### Учебные пособия
- Покусаев Б. Г., Стюшин Н. Г. Курс лекций по термодинамике //(учебное пособие). — Москва, 1995. − 139 с.
- Покусаев Б. Г., Стюшин Н. Г. Практикум по теплопередаче// (учебное пособие) 2 Издание. — Москва, 2009. − 131 с.

## Награды
- Государственная премия СССР (в составе группы, за 1983 год) — за цикл работ «Волновая динамика газо-жидкостных систем» (1952—1982)
- Заслуженный деятель науки Российской Федерации (2002)[4]